# Stafford Northcote
Stafford Henry Northcote, 1. hrabia Iddesleigh GCB (ur. 27 października 1818 w Londynie, zm. 12 stycznia 1887 tamże) – brytyjski polityk, członek Partii Konserwatywnej, minister w rządach lorda Derby’ego, lorda Beaconsfielda i lorda Salisbury’ego.
Wykształcenie odebrał w Eton College oraz w Balliol College na Uniwersytecie Oksfordzkim. W 1843 r. został prywatnym sekretarzem przewodniczącego Zarządu Handlu Williama Ewarta Gladstone’a. Następnie był doradcą prawnym Zarządu. Był jednym z sekretarzy przy Wielkiej Wystawie Światowej 1851 r. W tym samym roku zmarł jego dziadek i Stafford odziedziczył tytuł 8. baroneta.
W 1855 r. został wybrany do Izby Gmin jako reprezentant okręgu Dudley. Okręg ten reprezentował do 1857 r. Rok później wygrał wybory uzupełniające w okręgu Stamford. Od 1866 r. reprezentował okręg wyborczy North Devon.
Po powrocie Partii Konserwatywnej do władzy w 1866 r. został przewodniczącym Zarządu Handlu. W latach 1867–1868 był ministrem ds. Indii. W 1870 r. został prezesem Kompanii Zatoki Hudsona. Był jednym z komisarzy negocjujących w 1871 r. traktat waszyngtoński ze Stanami Zjednoczonymi. W 1874 r. został kanclerzem skarbu. W 1876 r. dodatkowo otrzymał stanowisko przewodniczącego Izby Gmin. Stanowiska te utracił w 1880 r. po wyborczej porażce konserwatystów.
W 1885 r. w wyniku nacisków lorda Randolpha Churchilla, Northcote został usunięty ze stanowiska przewodniczącego Izby Gmin, które powierzono Churchillowi. Sam Northcote otrzymał tytuł 1. hrabiego Iddesleigh i zasiadł w Izbie Lordów. W latach 1885–1886 był pierwszym lordem skarbu. Po krótkim epizodzie rządów liberałów Iddesleigh został ministrem spraw zagranicznych. Zmarł podczas sprawowania urzędu w 1887 r.
Od 1883 r. był rektorem Uniwersytetu Edynburskiego. Był autorem książek Twenty Years of Financial Policy (1862) oraz Lectures and Essays (1887). 
W 1843 r. poślubił Cecilię Farrer. Miał z nią siedmiu synów i trzy córki. Najstarszy syn, Walter, odziedziczył po nim tytuł hrabiowski. Młodszy, Henry, został gubernatorem generalnym Australii.